# 184064 Miner
184064 Miner este o planetă minoră (asteroid) din centura de asteroizi. A fost descoperită pe 10 aprilie 2004 la Table Mountain Observatory⁠(d) de James Whitney Young⁠(d). 
Obiectul prezintă o orbită caracterizată de o semiaxă mare de 2,5768390193085 UAi, o excentricitate de 0,17, o înclinație de 1,9 ° în raport cu ecliptica.